# Pseudopodisma
Pseudopodisma är ett släkte av insekter. Pseudopodisma ingår i familjen gräshoppor.
Kladogram enligt Catalogue of Life:
| Pseudopodisma | \| \| Pseudopodisma fieberi \| \| \| \| \| \| Pseudopodisma nagyi \| \| \| \| \| \| Pseudopodisma transilvanica \| \| \| \| |
|               | \| \| Pseudopodisma fieberi \| \| \| \| \| \| Pseudopodisma nagyi \| \| \| \| \| \| Pseudopodisma transilvanica \| \| \| \| |
|               | Pseudopodisma fieberi |
|               | |
|               | Pseudopodisma nagyi |
|               | |
|               | Pseudopodisma transilvanica                                                                                                 |
|               | |